# Hanna D. - La ragazza del Vondel Park
Hanna D. - La ragazza del Vondel Park è un film del 1984 diretto da Rino Di Silvestro, sotto lo pseudonimo di Axel Berger.

## Trama
Amsterdam. Hanna D. è una ragazzina adolescente costretta a prostituirsi per mantenere la madre, a sua volta prostituta alcolizzata di mezza età in balia di un uomo violento. Hanna si illude di potere sfuggire a questa situazione quando incontra Miguel, un ragazzo che prima la seduce, ma poi la rende schiava tramite l'eroina e diventa il suo protettore, costringendola a girare materiale pornografico e a continuare a prostituirsi per strada, oltre che spacciare droga. La madre di Hanna, Pearl, si innamora di Miguel e spera che il ragazzo la preferisca a Hanna. Questa situazione impedisce a Hanna di liberarsi di Miguel, che resta sempre attorno a lei per indurla alla prostituzione o, se non altro, per sfogare istinti sessuali con la più anziana Pearl. Dopo molte disavventure, tra le quali il carcere, Hanna viene tratta in salvo dall'incubo in cui è sprofondata da Alex, un ragazzo che si è innamorato di lei ed è disposto ad affrontare Miguel pur di salvarla.

## Collegamenti esterni

L'ultima immagine del film